# هيروكو ماتسوموتو
هيروكو ماتسوموتو (باليابانية: 松本弘子) هي عارضة يابانية، ولدت في 1936 في طوكيو في اليابان، وتوفيت في 20 يونيو 2003 في باريس في فرنسا.

## وصلات خارجية
- هيروكو ماتسوموتو على موقع IMDb (الإنجليزية)
- هيروكو ماتسوموتو على موقع قاعدة بيانات الفيلم (الإنجليزية)